# Anoscopus flavostriata
Anoscopus flavostriata är en insektsart som beskrevs av Donovan 1799. Anoscopus flavostriata ingår i släktet Anoscopus och familjen dvärgstritar. Inga underarter finns listade i Catalogue of Life.